# Rally Cycling/Saison 2016
Dieser Artikel listet Erfolge und Fahrer des Radsportteams Rally Cycling in der Saison 2016 auf.

## Erfolge in der UCI Europe Tour
In den Rennen der Saison 2016 der UCI Europe Tour gelangen die nachstehenden Erfolge.
| Datum    | Rennen                             | Kat. | Fahrer       |
| -------- | ---------------------------------- | ---- | ------------ |
| 10. März | Prolog Istrian Spring Trophy (EZF) | 2.2  | Eric Young   |
| 13. März | 2. Etappe GP Liberty Seguros       | 2.2  | Will Routley |
| 27. Juli | Prolog Tour Alsace (EZF)           | 2.2  | Curtis White |

## Erfolge in der UCI America Tour
In den Rennen der Saison 2016 der UCI America Tour gelangen die nachstehenden Erfolge.
| Datum        | Rennen                                    | Kat. | Fahrer               |
| ------------ | ----------------------------------------- | ---- | -------------------- |
| 6. Mai       | 3. Etappe Tour of the Gila (EZF)          | 2.2  | Tom Zirbel           |
| 12. Juni     | 4. Etappe Grand Prix Cycliste de Saguenay | 2.2  | Eric Young           |
| 16. Juni     | 2. Etappe Tour de Beauce                  | 2.2  | Sepp Kuss            |
| 29. Juli     | Prolog Tour de la Guadeloupe (EZF)        | 2.2  | Charles Bradley Huff |
| 2. August    | 3. Etappe Tour de la Guadeloupe           | 2.2  | Jesse Anthony        |
| 7. August    | 9. Etappe Tour de la Guadeloupe           | 2.2  | Jesse Anthony        |
| 3. September | 3. Etappe Tour of Alberta                 | 2.1  | Evan Huffman         |

## Zugänge – Abgänge
| Zugänge                | Team 2015             | Abgänge              | Team 2016                   |
| ---------------------- | --------------------- | -------------------- | --------------------------- |
| Shane Kline            | Team SmartStop        | Scott Zwizanski      | Unbekannt                   |
| Danny Pate             | Team Sky              | Mitchell Hoke        | Unbekannt                   |
| Rob Britton            | Team SmartStop        | Christopher Clements | Unbekannt                   |
| Adam de Vos            | H&R Block Pro Cycling | Michael Woods        | Cannondale Pro Cycling Team |
| Evan Huffman           | Team SmartStop        | Phil Gaimon          | Cannondale Pro Cycling Team |
| Emerson Oronte         | Team SmartStop        | Guillaume Boivin     | Cycling Academy Team        |
| Sepp Kuss (ab 26. Mai) |                       | Ryan Anderson        | Direct Énergie              |
| Stephen Ettinger       |                       | Cameron Dodge        | Unbekannt                   |

## Mannschaft
| Teamkader 2016                            | Teamkader 2016     | Teamkader 2016     | Teamkader 2016           |
| Name                                      | Geburtsdatum       | Land               | Vorheriges Team          |
| ----------------------------------------- | ------------------ | ------------------ | ------------------------ |
| Jesse Anthony                             | 12. Juni 1985      | Vereinigte Staaten | Team Type 1 (2009)       |
| Rob Britton                               | 22. September 1984 | Kanada             | SmartStop (2015)         |
| Adam de Vos                               | 21. Oktober 1993   | Kanada             | H&R Block (2015)         |
| Stephen Ettinger                          | 28. April 1989     | Vereinigte Staaten |                          |
| Brad Huff                                 | 5. Februar 1979    | Vereinigte Staaten | Jelly Belly-Kenda (2013) |
| Evan Huffman                              | 7. Januar 1990     | Vereinigte Staaten | SmartStop (2015)         |
| Shane Kline                               | 11. April 1989     | Vereinigte Staaten |                          |
| Joseph Kukolla                            | 30. Juli 1989      | Vereinigte Staaten |                          |
| Pierrick Naud                             | 26. Januar 1991    | Kanada             | Garneau-Québecor (2014)  |
| Emerson Oronte                            | 29. Januar 1990    | Vereinigte Staaten |                          |
| Danny Pate                                | 23. März 1979      | Vereinigte Staaten | Team Sky (2015)          |
| Will Routley                              | 23. Mai 1983       | Kanada             | Accent Jobs-Wanty (2013) |
| Bjorn Selander                            | 28. Januar 1988    | Vereinigte Staaten | SpiderTech-C10 (2012)    |
| Thomas Soladay                            | 20. August 1983    | Vereinigte Staaten |                          |
| Kerry Werner                              | 27. März 1991      | Vereinigte Staaten |                          |
| Curtis White                              | 28. September 1995 | Vereinigte Staaten |                          |
| Eric Young                                | 26. Februar 1989   | Vereinigte Staaten | Bissell (2012)           |
| Tom Zirbel                                | 30. Oktober 1978   | Vereinigte Staaten | Rally Cycling (2016)     |
| Sepp Kuss (26. Mai–31. Dez.)              | 13. September 1994 | Vereinigte Staaten |                          |
|                                           |                    |                    |                          |
| Quellen: ProCyclingStats Cycling Archives |                    |                    |                          |